# Kulfiber
Kulfiber er en kunstigt fremstillet fiber bestående af carbon. Kulfibre er meget stive i forhold til deres vægt og anvendes bl.a til konstruktioner udført af kompositmaterialer hvor kulfibrene bindes sammen af et matrixmateriale (bindemiddel) – hvilket f.eks. kunne være epoxyplast.